# Gueules cassées

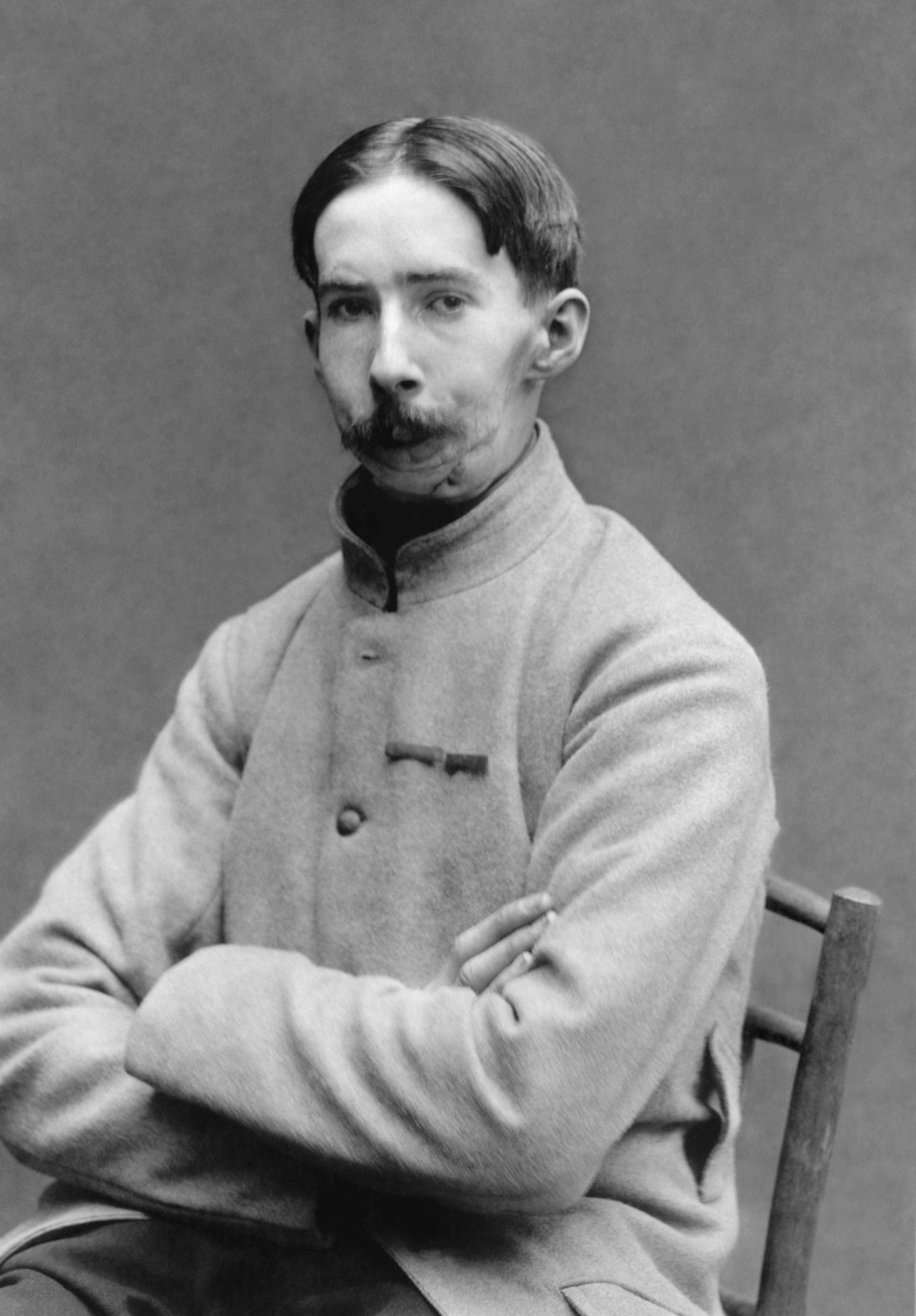
Een verminkte Fransman na de oorlog

Gueules cassées, Frans voor "kapotte smoelen", is een term die in Frankrijk in de Eerste Wereldoorlog ontstond en werd gebruikt voor soldaten die ernstig verminkt waren geraakt aan het gelaat.
Net als bij de andere strijdende partijen was de menselijke tol van die oorlog in Frankrijk hoog. In de strijd waren ruim 4,2 miljoen Franse militairen gewond geraakt, waarvan er 300.000 als "verminkt" worden geklasseerd. Van hen worden ruwweg 15.000 tot de gueules cassées gerekend.
Aan het begin van de oorlog schatte men de overlevingskansen van hen die aan het gelaat gewond waren als bijzonder laag. Van alle gewonden werden zij daarom niet bepaald als eerste geholpen door de artsen. Gaandeweg de oorlog verbeterde de medische zorg aan deze groep. Het nieuwe vakgebied van de plastische chirurgie ontstond uit het verlangen bij deze groep gewonden reconstructieve chirurgie te kunnen toepassen. Ook binnen het gebied van de mond-, kaak- en aangezichtschirurgie werd enorme vooruitgang geboekt. Er werd onder meer geëxperimenteerd met bot-, kraakbeen- en weefseltransplantaties, maar vanwege dat experimentele karakter kozen veel gewonden ervoor te blijven zoals ze waren.
Na de oorlog werden de gueules cassées niet als oorlogsinvaliden erkend en kregen zij in eerste instantie ook geen steun van de overheden. In juni 1921 werd de Union des Blessés de la Face et de la tête (Verbond van gewonden aan het gelaat en het hoofd) opgericht. De organisatie bestaat nog steeds, inmiddels onder de naam "Gueules Cassées", met – gezien de verminkingen – de wat wrange ondertitel "sourire quand même" (toch een glimlach).